# Missa do Galo (1973)
Missa do Galo é um curta-metragem brasileiro de 1973, escrito e dirigido por Roman Stulbach, baseado no conto homônimo de Machado de Assis.

## Sinopse
Uma estranha conversa entre D. Conceição (Fernanda Montenegro) e seu jovem hóspede, Nogueira (Rodrigo Santiago), à espera da Missa do Galo. 

## Elenco
- Fernanda Montenegro como Dona Conceição
- Fernando Torres  como Meneses
- Suzy Arruda como Dona Inácia
- Rodrigo Santiago como Nogueira
- Zezé Motta como Empregada